# Marian Radetzki
Marian Radetzki, född 8 december 1936 i Warszawa, Polen, död 23 februari 2022, var en svensk nationalekonom med polskt ursprung och professor i nationalekonomi vid Luleå tekniska universitet. Han var far till juristen Marcus Radetzki.
Radetzki disputerade vid Handelshögskolan i Stockholm 1972 på doktorsavhandlingen Aid and development och blev därigenom ekonomie doktor.
Han är känd för sina ställningstaganden för tillväxt och kapitalism och för att i debatten tydligt ställa sig på motsatt sida gentemot miljörörelsen. Bland annat kritiserade han miljörörelsens, i hans tycke, överdrivna domedagsagenda. Ett område han studerade särskilt var olja och andra fossilbränslen.